# 己丑狱事
己丑狱事（朝鲜语：기축옥사），是1589年朝鲜王朝的政治事件，也是朝鲜历史上最血腥的政治清洗事件之一。这一事件的波及范围之广，甚至超过臭名昭著的“四大士祸”之總和。
己丑狱事发生于朝鲜宣祖在位之时。当时，朝鲜正陷于東人黨和西人黨的政治斗争当中。事件中，东人党成员郑汝立被指控谋反；随后多达千名东人党成员被處死或流放。其后光海君时编修宣祖实录，正值东人党掌权；再之后仁祖上位、重订宣祖修订实录时，又值西人党掌权。由于东、西两党对事件的记载大相径庭，目前对己丑狱事的真相尚存争议。在李肯翊编订的野史燃藜室記述中，从东、西两党角度出发的记载都得以保留，在书中以不同颜色标记。

## 背景：士林派
宣祖时，长期受到勳旧派打压的士林派终于夺取权力。然而，士林派内部很快出现分裂。分裂后的西人党成员多在先王明宗时即参政、相对老派；而东人党则相对年轻化。西人党以外戚沈义谦为首，支持李栗谷（即李珥）的主气说；东人党以金孝元为首，支持李退溪的主理说。   
两派的冲突最初体现在沈义谦和金孝元的个人恩怨上；两人互相阻挠对方的升迁。右议政卢守慎和副提学李珥出於公心奔走于沈金之间，劝说他们放弃政争，这就是有名的“卢李调停”。卢李提出，将金孝元和沈义谦调任外职，缓和朝廷矛盾。这一提议的目的就是要调开两党的中心，达到分解两党的目的。然而，在李珥病逝之后，两派矛盾仍然日趋白热化。其后东人党成功彈劾了沈义谦，在政治斗争中暂时处于上风。

## 郑汝立“谋反”
随着东人党的得势，部分西人党成员开始转投东人党。这其中就包括己丑狱事的核心人物郑汝立。郑氏在改变立场后开始公开批评其恩师李珥，这招致西人党（乃至国王朝鲜宣祖）的极大反感。郑氏后来离开朝廷，在湖南地区（全罗道）组织大同契。原则上，大同契无分男女贵贱皆可加入，每月均有集会，供成员进行社交、学习和军事训练。在1589年，大同契曾参与全罗南道的抗倭战争。大同契和朝廷起初相安无事，直到宣祖二十二年（1589年）十月，黃海道觀察使韓準、載寧郡守朴忠侃、安岳郡守李軸、信川郡守韓應寅等聯名上告鄭汝立謀反。
郑氏叛乱是否确有其事，目前众说纷纭；关于其组织大同契的目的，也有相当争议。郑汝立并不认同君主集权，曾经提出“天下公物，何事非君”，这种接近共和制的革命性思想不能被当时的朝鲜社会所容。在很长一段时间内，即使是遭到迫害的东人党一方，也认同郑汝立谋反的事实。但是，一些历史学者注意到，除了刑讯逼供下同谋的供词和在郑氏房子内发现的信件，并没有其他支持郑氏谋反的证据；而信件其实也有被人伪造的可能。
无论如何，郑氏的谋反指控导致了对东人党的大清洗。西人党中坚鄭澈、尹斗寿等借郑氏谋反一案，将几十位东人党官员连坐除去。

## 清洗东人党
起初，郑汝立谋反一事并未严重波及东人党在朝廷的地位。然而，在东人党否认郑汝立谋反案之时，郑氏突然自杀——这给了西人党攻击郑氏畏罪、东人党办案不力的借口。不久，郑汝立的侄子就供认出多位东人党大员参与谋反。其后郑氏谋逆的证据越来越多，朝廷中多位东人党大员受到波及，或被流放，或死在狱中。
朝鲜宣祖在清洗东人党的过程中发挥了关键作用：东人中最强硬派（也是士林派中最激进的）几乎尽数被清理；而东人中相对温和的（如柳成龍）却得到了宣祖的庇护。

## 事后发展和影响
己丑狱事标志着士林派内部的完全分裂，两派矛盾激化至流血党争，已经到达无法调和的地步。东人党在己丑狱事中受到严重打击，然而数年之后又借储君之争扳倒西人党。针对如何处置西人的问题，东人党日后又进一步分裂成激进的北人党和温和的南人党。己丑狱事中的严重党争，也被指导致朝鲜军力空虚，以致在萬曆朝鮮之役中节节败退。一些历史学家更指出己丑狱事一定程度上导致了对湖南地区（全罗道）的歧视——这一歧视甚至延续到当代韩国社会。在今天，郑汝立革命性的政治思想也被许多人铭记。